# Jefferson Alexander Cepeda
Jefferson Alexander Cepeda Ortiz (ur. 16 czerwca 1998 w kantonie Sucumbíos) – ekwadorski kolarz szosowy.
Kolarstwo uprawia również jego kuzyn, Jefferson Alveiro Cepeda.

## Osiągnięcia
Opracowano na podstawie:

2018
- 1. miejsce w mistrzostwach Ekwadoru U23 (jazda indywidualna na czas)
- 3. miejsce w mistrzostwach Ekwadoru U23 (start wspólny)

2019
- 3. miejsce w mistrzostwach Ameryki Południowej U23 (start wspólny)
- 3. miejsce w mistrzostwach Ekwadoru (jazda indywidualna na czas)
- 2. miejsce w mistrzostwach Ekwadoru (start wspólny)
- 1. miejsce na 10. etapie Tour de l’Avenir

2021
- 1. miejsce w klasyfikacji młodzieżowej Tour of the Alps
- 1. miejsce w Tour de Savoie Mont-Blanc
  - 1. miejsce w klasyfikacji punktowej
  - 1. miejsce na 2. etapie

2022
- 2. miejsce w Giro di Sicilia
  - 1. miejsce w klasyfikacji młodzieżowej

## Rankingi
| Rok              | 2018  | 2019 | 2020  | 2021 | 2022 | 2023 | 2024 |
| ---------------- | ----- | ---- | ----- | ---- | ---- | ---- | ---- |
| World Ranking    | 1147. | 445. | 1318. | -    | -    | 174. | 354. |
| UCI America Tour | 83.   | 42.  | 109.  | -    | -    | 16.  | 36.  |
|                  |       |      |       |      |      |      |      |
| Źródło: UCI      |       |      |       |      |      |      |      |